# HD30612
HD30612 — хімічно пекулярна зоря спектрального класу B9, що має видиму зоряну величину в смузі V приблизно  5,5.
Вона  розташована на відстані близько 483,2 світлових років від Сонця.

## Пекулярний хімічний вміст
Зоряна атмосфера HD30612 має підвищений вміст 
Si
.